# 5923 Liedeke
5923 Liedeke eller 1992 WC8 är en asteroid i huvudbältet som upptäcktes den 26 november 1992 av Spacewatch vid Kitt Peak-observatoriet. Den är uppkallad efter Liedeke Gehrels-de Stoppelaar.
Asteroiden har en diameter på ungefär 8 kilometer och den tillhör asteroidgruppen Koronis.